# Karsbach (Karsbach)
Karsbach ist der Hauptort der Gemeinde Karsbach im unterfränkischen Landkreis Main-Spessart in Bayern.

## Geographie

### Lage
Das Pfarrdorf liegt 217 m ü. NHN zwischen Gemünden am Main und Hammelburg an der Kreisstraße MSP 16.

### Nachbargemarkungen
Nachbargemarkungen im Uhrzeigersinn im Norden beginnend sind Heßdorf, Bonnland, Aschfeld, Gössenheim und Adelsberg.

### Gewässer
In den durch Ort fließenden Kuhbach münden im Westen des Ortes von rechts der durch den Ort fließende Steingraben und im Süden des Gemarkungsgebiets, in dem Gießgraben vom Kuhbach abzweigt, von rechts der Scheppbachgraben.

## Geschichte
Karsbach war eine Gemeinde im Landkreis Gemünden am Main bis zu dessen Auflösung. Seit dem 1. Juli 1972 gehört Karsbach zum Landkreis Main-Spessart. Am 9. Januar 2017 hatte das Dorf 616 Einwohner mit Hauptwohnsitz.

## Religion
Karsbach ist katholisch geprägt. Die  Pfarrei St. Gertrud gehört zum Dekanat Karlstadt.